# Everton Cornelius
Everton Cornelius (ur. 8 maja 1955) – lekkoatleta, pochodzący z Antigui i Barbudy, specjalizujący się w biegach sprinterskich.
Reprezentował swój kraj na Letnich Igrzyskach Olimpijskich 1976, odpadając w eliminacjach sztafety 4 × 100 metrów.